# 佩科 (史诗)

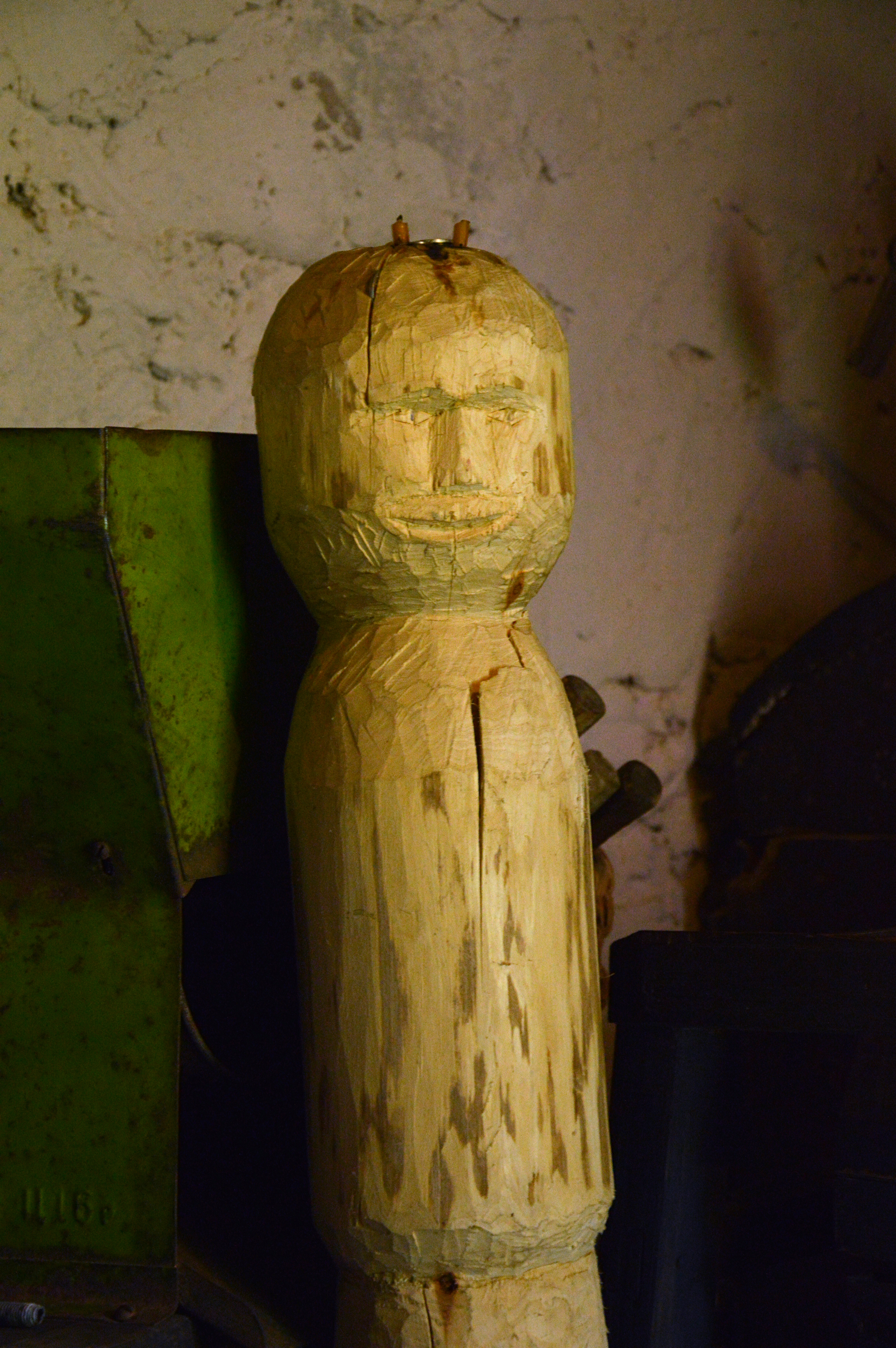
木雕形象的佩科

《佩科》是由安内·瓦巴尔纳创作的塞托人民族史诗。
该史诗由创作者安内·瓦巴尔纳口述并由爱沙尼亚民俗收集者保洛普里特·沃莱内编纂。第一部分在1927年成文，包含约8000行内容，每一诗行并无固定的长短格式。1930年创作者口述了第二部分。
《佩科》于1995年在芬兰首次出版。

## 创作过程
1921年，塔尔图母语协会开始支持塞托地区的塞托语文学创作并编纂塞托语读物。这一工作由保洛普里特·沃莱内主动承担，他此前创作过鲁诺诗体塞托语读物《塞托之王》。1927年，他与乡村歌手安内·瓦巴尔纳结识，随即萌生了让乡村歌手根据特定的主题与事件创作史诗的想法。同年二月，他在信中向后者提议创作史诗。
收到沃莱内的信后，瓦巴尔纳开始了构思创作。史诗的文本基本由其子19岁的伊沃（Ivo）根据母亲的口述记下。“安内不会读写，她为史诗打下腹稿并口述，而记录工作只能通过他的儿子完成，后者仅仅会根据母亲的意愿对文本作出极少的调整”。因此作者并不会对已经完成的部分做出内容或词藻上的修改。因此一些民俗学家认为，《佩科》是比埃利亚斯·伦罗特的《卡勒瓦拉》更加纯正的史诗。
史诗的文本在作者50岁生日时完成，手稿收藏于爱沙尼亚文学博物馆。《佩科》在1995年于芬兰库奥皮奥出版，文本由保尔·哈古和塞波·苏霍宁（Seppo Suhonen）整理。史诗包含29章，以及独立的14个小节或歌谣。后来史诗由苏霍宁译为芬兰语并于2006年在赫尔辛基出版。
史诗的第二部分由作者15岁的儿子米赫克尔（Mihkel）记录。

## 角色

### 佩科
史诗的主角，同时是大力士、农夫、战士、猎人、国王和先知。
佩科的形象由沃莱内根据波罗的海芬兰民族传说中的神灵佩科（Peko）塑造，这一神灵在塞托地区同样受崇敬。但是佩科原本是原始神话中的异教神、半神或是英雄，而在史诗中却被加入到基督教神话的体系中，而这个基督教神话体系同样是受到原始信仰影响并简化的。在史诗中，佩科受耶稣和玛利亚的护佑，并由耶稣加冕为塞托人的国王。

### 娜布拉（Nabra）
孤儿，耶稣和玛利亚之义女，佩科之妻，歌手和女巫。
她在史诗中是大海中央一棵秋天开花冬天结果的神树的化身，在佩科的婚礼上被耶稣和玛利亚认为女儿。她可以用歌声唤来雨水并将其送至干涸的土地之上。在史诗的结尾，她遭遇俄罗斯人的监禁，耶稣则对她承诺将很快其拯救她。

### 耶稣（Essu）
天神，唯一的造物主，贫者的拯救者，为佩科提出许多建议。
史诗被设定于遥远的年代，当时耶稣还会降临人间教授技艺、治疗疾病和帮助弱者。
耶稣曾照顾幼年的佩科并且为他取名，佩科按耶稣的命令参与战争，并在战后由耶稣加冕为塞托之王。耶稣也曾为佩科降下预言之梦，让他知道自己民族未来的命运。

### 玛利亚（Maarja）
耶稣之配偶，与前者同等的神灵。
尽管在史诗中常被提及，但是没有有关她的单独情节，而总是伴随耶稣出现。

### 尤罗斯克（Jorosk）
佩科和娜布拉的长子。
与其父相似的大力士，是一位勇者。曾于母亲一起前去从俄罗斯人手中救出佩科，死于逃亡途中。

### 莫罗斯克（Merosk）
佩科和娜布拉的幼子，善于弹琴。
在史诗中总是与哥哥尤罗斯克一起出现，但是没有与其一同前往搭救父亲。他娶耶稣与玛利亚的义女安娜为妻。

### 安娜（Anne）
孤儿，耶稣和玛利亚义女，佩科幼子莫罗斯克之妻。
她在史诗中出现于佩科加冕之后。莫罗斯克向其求婚，安娜在询问过耶稣之后答应，耶稣在其婚礼上以耕牛为礼物。

## 情节
耶稣帮助佩科难产的母亲顺利产下一子，并为其命名为佩科，后者很快成长为一位大力士。其母在梦中看到了一棵海中的神树并梦到了孤儿娜布拉，随后佩科娶娜布拉为妻，在婚礼上，耶稣和玛利亚将娜布拉认为女儿。他们快乐地生活在一起并生下两个儿子。佩科的父亲预见了战争，不久佩科的父母相继去世。数月后战争开始，佩科奉耶稣的旨意参战，多有斩获但最终被俘。其妻和长子一同前往搭救，佩科得以脱身但娜布拉被俘、长子身死。回到家乡后，耶稣为嘉奖佩科参战，为他加冕为塞托之王。其次子同孤儿，后来也被耶稣认为义女的安娜成婚。耶稣与玛利亚在梦中为佩科预言了其民族的未来，佩科醒来后植下一棵永远繁盛橡树，随后前往洞穴中长眠。他长眠的洞穴之上后来建立了佩乔雷修道院。